# Právnická dvouletka
Právnickou dvouletkou je nazýváno období v letech 1948–1950, kdy došlo ke kodifikaci všech základních odvětví práva v Československu. Úkolem právnické dvouletky bylo přepracovat a kodifikovat současně celý právní řád.
Právnická dvouletka byla vyhlášena usneseními vlády 7. července a 14. července 1948, kterými byl Ministerstvu spravedlnosti zadán úkol předložit do 1. 9. 1950 návrhy zákonů ve všech oblastech právního řádu, zejména občanském a trestním. Ideovým základem pro právnickou dvouletku se stal tzv. Manifestační sjezd čsl. právníků (23. – 25. září 1949). V projevech, které byly na sjezdu předneseny, byly vytknuty nedostatky demokratického práva a stanoveny úkoly, které musí nové právo a kodifikace splňovat. Nejčastějšími chybami byly podle nich jeho nadstranickost, nadtřídnost, nepolitičnost, záruky právní jistoty, rozlišování práva na veřejné a soukromé, formalismus procesu (tj. přísné dodržování právních předpisů), liberalismus a právnické myšlení závislé u právníků na tradicích demokratického práva.
Současně byly zadány nové úkoly, které by mělo socialistické právo plnit a těmi byla: služba lidu, ochrana namířená proti nepřátelům socialismu, přizpůsobení práva potřebám společnosti. Právo mělo odstranit dualismus, mělo vyjadřovat vůli dělnické třídy, měla být vytvořena koncepce socialistického vlastnictví a jeho ochrany, důkladně omezeno soukromé vlastnictví, zjednodušeno dědické právo a rodinné právo mělo být sekularizováno. V trestním právu to pak byly zvýšená ochrana politického systému, socialistického vlastnictví a především představitelů nového režimu – veřejných činitelů. Účelovost[zdroj⁠?!] a služebnost[zdroj⁠?!] práva komunistického režimu byly veřejnosti prezentovány jako úsilí o zlidovění práva, odstranění jeho formalismu a nesrozumitelnosti.[zdroj⁠?!]

## Kodifikace přijaté během právnické dvouletky
- Zákon o právu rodinném č. 265/1949 Sb.
- Trestní zákon č. 86/1950 Sb.
- Trestní řád č. 87/1950 Sb.
- Trestní zákon správní č. 88/1950 Sb.
- Trestní řád správní č. 89/1950 Sb.
- Občanský zákoník č. 141/1950 Sb.
- Občanský soudní řád č. 142/1950 Sb.